# Јела Кречич
Јела Кречич Жижек (1970) је словеначка списатељица и новинарка. До сада је објавила две књиге: Ни друге и Књиге других, за коју је 2018. године добила награду Кресник.
Њен отац је историчар Петар Кречич, а супруг Славој Жижек.

## Биографија
Јела Кречич је завршила студије 2002. године на Факултету друштвених наука у Љубљани. Касније, 2009. године, под менторством Младена Долара, она стиче докторат из филозофије. Од 2013. године је удата за Славоја Жижека. Њено филозофско истраживање фокусира се на филмове, ТВ серије и естетику, а спровела је и неколико студија о тим темама. Такође је уредила низ антологија о савременим ТВ серијама и о филмском режисеру Ернсту Лубичу.
Радила је у новинама Дело. Децембра 2013, њен ексклузивни интервју са Џулијаном Асанжом објављен је на словеначком и енглеском језику.